# OKB Polikarpov

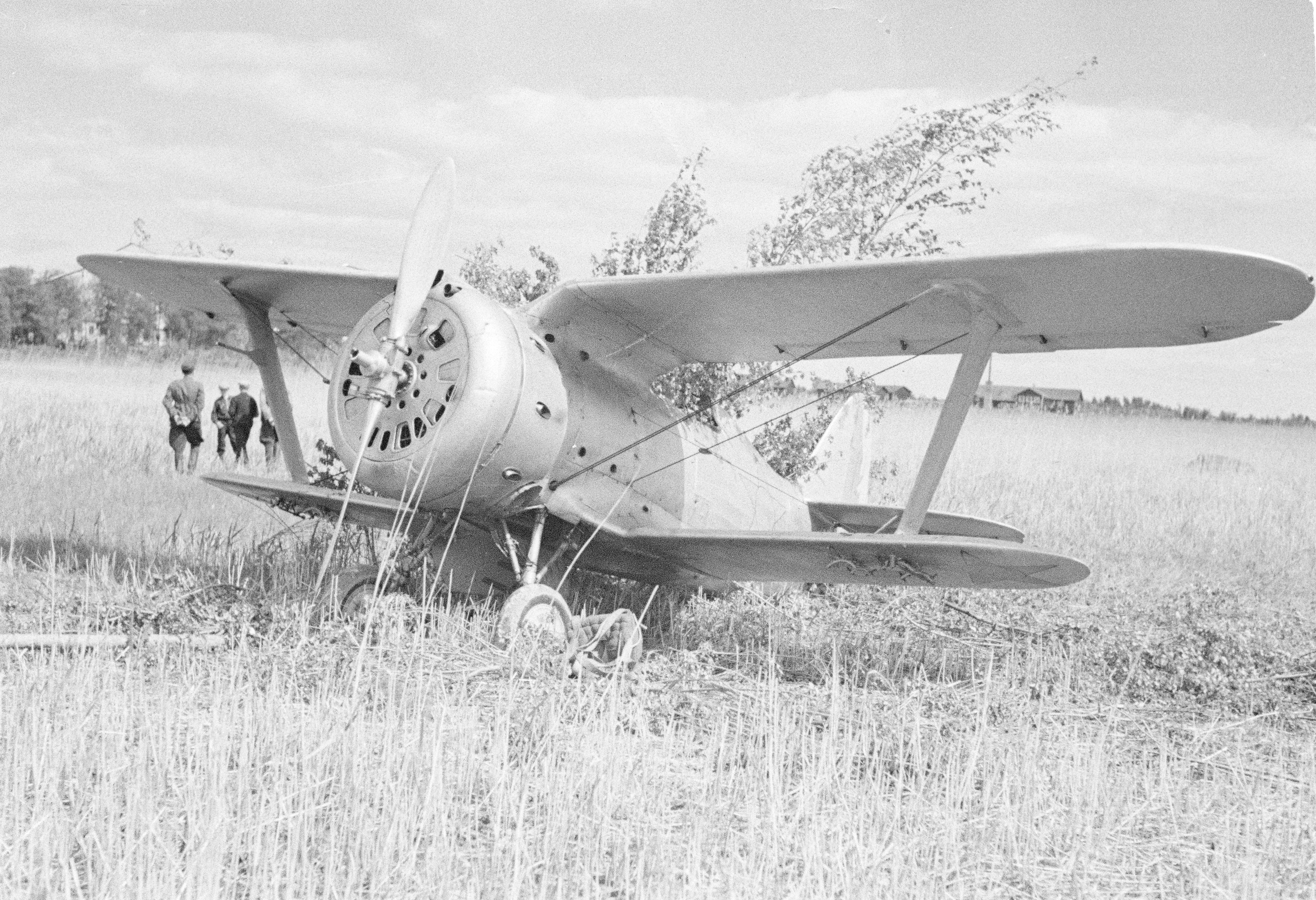
Polikarpov I-153

OKB Polikarpov (em russo: ОКБ Поликарпова), foi a designação de um dos primeiros birôs de desenho experimental (OKB) que funcionou na União Soviética sob a liderança de Nikolai Nikolaevich Polikarpov entre 1924 e 1929, quando ele foi preso sob alegação de participar de um esquema de sabotagem na produção soviética. A origem desse birô foi a Fábrica Dux, encampada pela União soviética depois da Revolução de Outubro.